# Структурний редактор

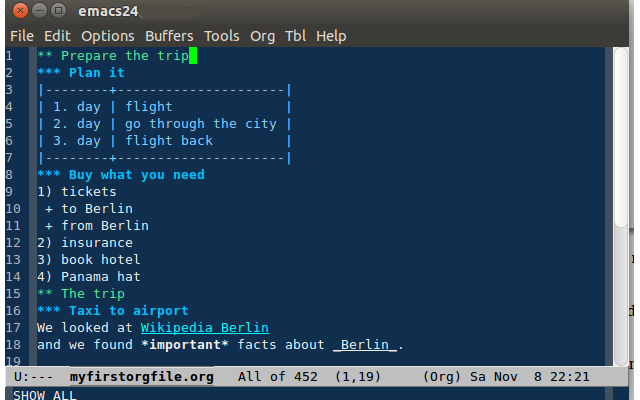
Emacs у режимі структурного редактора Org-mode.

Структу́рний реда́ктор, також аутла́йнер (від англ. outliner) — застосунок, що дозволяє створювати деревоподібні списки (схеми) і працювати з текстом у такій формі на рівні оперування елементами ієрархії (вкладення, змінення рангу, перенесення, приховування та розкриття структури елемента). Альтернативно такі списки можна подати у формі асоціативних карт.
Такі застосунки використовують для організації ідей, завдань, опрацювання багаторівневих чек-листів та управління проєктами.
Результат роботи аутлайнера можна зберегти у формі простого тексту або документа, але існують і спеціальні формати для зберігання деревоподібних текстових даних, до них зокрема належать OPML (Outline Processor Markup Language ), OML і XOXO (eXtensible Open XHTML Outlines).